# Медоу-Глейд (Вашингтон)
Медоу-Глейд (англ. Meadow Glade) — переписна місцевість (CDP) в США, в окрузі Кларк штату Вашингтон. Населення — 2758 осіб (2020).

## Географія
Медоу-Глейд розташований за координатами 45°45′11″ пн. ш. 122°33′40″ зх. д. / 45.75306° пн. ш. 122.56111° зх. д. (45.753046, -122.560980).  За даними Бюро перепису населення США в 2010 році переписна місцевість мала площу 9,98 км², уся площа — суходіл. В 2017 році площа становила 9,41 км², уся площа — суходіл.

## Демографія
Згідно з переписом 2010 року, у переписній місцевості мешкала 2541 особа в 823 домогосподарствах у складі 703 родин. Густота населення становила 255 осіб/км².  Було 859 помешкань (86/км²).
Расовий склад населення:
| - 94,3 % — білих - 2,2 % — азіатів - 0,4 % — корінних американців - 0,3 % — вихідців з тихоокеанських островів - 0,3 % — чорних або афроамериканців |

До двох чи більше рас належало 2,1 %. Частка іспаномовних становила 2,8 % від усіх жителів.
За віковим діапазоном населення розподілялося таким чином: 27,5 % — особи молодші 18 років, 59,1 % — особи у віці 18—64 років, 13,4 % — особи у віці 65 років та старші. Медіана віку мешканця становила 41,6 року. На 100 осіб жіночої статі у переписній місцевості припадало 95,2 чоловіків;  на 100 жінок у віці від 18 років та старших — 93,8 чоловіків також старших 18 років.
Середній дохід на одне домашнє господарство  становив 104 337 доларів США (медіана — 89 567), а середній дохід на одну сім'ю — 113 592 долари (медіана — 95 300). Медіана доходів становила 70 341 долар для чоловіків та 41 213 долари для жінок. За межею бідності перебувало 10,3 % осіб, у тому числі 9,8 % дітей у віці до 18 років та 8,0 % осіб у віці 65 років та старших.
Цивільне працевлаштоване населення становило 996 осіб. Основні галузі зайнятості: освіта, охорона здоров'я та соціальна допомога — 33,6 %, роздрібна торгівля — 21,4 %, будівництво — 8,6 %, публічна адміністрація — 7,0 %.